# 帕特里克·奧達
帕特里克·奧達（捷克語：Patrik Auda，1989年8月29日—），捷克籃球運動員。他現在效力於波蘭籃球聯賽球隊AZS Koszalin。他也代表捷克國家籃球隊參賽，出戰2020年夏季奧林匹克運動會。